# Qualificazioni al campionato mondiale di calcio a 5 2021 - AFC
Le qualificazioni alla FIFA Futsal World Cup 2021, si sono disputate dal 20 al 25 maggio 2021.

## Formula
Inizialmente le 5 squadre qualificate alla fase finale per l'AFC dovevano essere le 5 migliori squadre all'AFC Futsal Championship 2020, ma successivamente alla cancellazione l'AFC ha provveduto all'attuazione di un criterio fra le 3 opzioni proposte.
- Opzione 1: migliori 5 dell'ultimo AFC Futsal Championship

| Squadre qualificate |
| ------------------- |
| Iran                |
| Giappone            |
| Uzbekistan          |
| Iraq                |
| Libano              |

- Opzione 2: migliori 5 degli ultimi 3 AFC Futsal Championship combinati

| Squadre qualificate |
| ------------------- |
| Iran                |
| Giappone            |
| Uzbekistan          |
| Thailandia          |
| Vietnam             |

- Opzione 3: migliori 3 delle prime due opzioni e playoff tra le altre 4

| Squadre qualificate |
| ------------------- |
| Iran                |
| Giappone            |
| Uzbekistan          |
| Playoff             |
| Iraq                |
| Libano              |
| Thailandia          |
| Vietnam             |

## Sorteggio
Il sorteggio dei playoff si è svolto il 27 aprile 2021.
| Squadre qualificate | Squadre qualificate | Squadre qualificate | Squadre qualificate |
| ------------------- | ------------------- | ------------------- | ------------------- |
| Iraq                | Libano              | Thailandia          | Vietnam             |

## Risultati
Tutte le partite sono state disputate, per motivi logistici, al Khor Fakkan Sports Club di Khawr Fakkān, negli Emirati Arabi Uniti. Gli orari sono espressi nel fuso orario locale (UAEST, UTC+4).

### Riassunto
| Squadra 1 | Totale      | Squadra 2  | Andata | Ritorno |
| --------- | ----------- | ---------- | ------ | ------- |
| Iraq      | 2 - 11      | Thailandia | 2 - 7  | 0 - 4   |
| Vietnam   | 1 - 1 (gfc) | Libano     | 0 - 0  | 1 - 1   |

### Andata
| Arbitri: | Ebrahim Mehrabi Afshar Fahad Badir Ali Mohamed Alhosani Gelareh Nazemideylami |
| Crono:   | Nurdin Bukuev                                                                 |

|                             |           |                                                                           |
| Apiwat 14’ (aut.) Zeyad 29’ | Marcatori | 1’ Muhammad 9’ Jetsada 23’, 35’ Jirawat 23’, 32’ Kritsada 25’ Pornmongkol |

| Khawr Fakkān 23 maggio 2021, ore 19:00 | Vietnam                                                     | 0 – 0 (0-0) referto | Libano | Khor Fakkan Sports Club\| Arbitri: \| Nurdin Bukuev Zari Fathi Husain Ali Mohamed Ahmed Al Bahhar \| \| Crono: \| Yuttakon Maiket \| |
| Arbitri:                               | Nurdin Bukuev Zari Fathi Husain Ali Mohamed Ahmed Al Bahhar |                     |        | |
| Crono:                                 | Yuttakon Maiket                                             |                     |        | |

### Ritorno
| Arbitri: | Lee Po-fu Husain Ali Mohamed Ahmed Al Bahhar Mohamad Chami |
| Crono:   | Zari Fathi                                                 |

|                                           |           |  |
| Kritsada 6’, 21’ Muhammad 20’ Jetsada 40’ | Marcatori |  |

| Arbitri: | Ebrahim Mehrabi Afshar Gelareh Nazemideylami Nurdin Bukuev |
| Crono:   | Fahad Badir Ali Mohamed Alhosani                           |

|            |           |               |
| Tneich 37’ | Marcatori | 37’ Đoàn Phát |

## Squadre qualificate al campionato mondiale
Le seguenti squadre si sono qualificate alla FIFA Futsal World Cup 2021:
| Qualificate | Pres. | Ult. | Miglior risultato             |
| ----------- | ----- | ---- | ----------------------------- |
| Iran        | 8ª    | 2016 | 3º posto (2016)               |
| Giappone    | 5ª    | 2012 | Ottavi di finale (2012)       |
| Uzbekistan  | 2ª    | 2016 | Fase a gironi (2016)          |
| Thailandia  | 6ª    | 2016 | Ottavi di finale (2012, 2016) |
| Vietnam     | 2ª    | 2016 | Ottavi di finale (2016)       |